# Anthony Michael Hall
Anthony Michael Hall (Boston, 14 april 1968) is een Amerikaans acteur die deel uitmaakt van een groep acteurs die ten tijde van hun doorbraak de Brat Pack werden genoemd.
Hall brak door met rollen als nerd in Sixteen Candles, Weird Science en The Breakfast Club, maar weigerde daarna soortgelijke rollen, uit angst om als typeacteur te worden gezien. Hij was op zijn zeventiende de jongste ooit in Saturday Night Live.
Nadat hij zijn alcoholprobleem overwon, kreeg hij een belangrijke rol in Tim Burtons Edward Scissorhands.
Naast acteur is Hall zanger en liedjesschrijver voor zijn band Hall of Mirrors.